# 达尔沃错温
达尔沃错温（藏語：སྟར་སྔོ་མཚོ་སྔོན།，威利转写：star sngo mtsho sngon，THL：Tarngo Tsongön）位于中国西藏自治区那曲市尼玛县境内，地处尼玛县东部，湖面海拔4958米，面积36.8平方公里。湖水主要依靠泉水补给，集水区面积783.2平方公里，补给系数21.3。